# Кремонезе
«Кремонезе» — итальянский футбольный клуб из города Кремона, выступающий в Серии A. Основан в 1903 году. Домашние матчи проводит на стадионе «Джованни Дзини», вмещающем 16 003 зрителя. В Серии А «Кремонезе» провёл в общей сложности 14 сезонов. Лучшим достижением клуба в Серии А стало 10-е место в сезоне 1993/94.

## Символика

### Форма

#### Домашняя
| 2018/19 | 2019/20 | 2020/21 | 2021/22 | 2022/23 |

#### Гостевая
| 2018/19 | 2019/20 | 2020/21 | 2021/22 | 2022/23 |

#### Резервная
| 2018/19 | 2019/20 | 2020/21 | 2022/23 |